# Катанга, Жермен
Жерме́н Катанга́ (фр. Germain Katanga [ʒɛʁmɛ̃ katɑ̃ɡa]; род. 28 апреля 1978, Мамбаса, Восточная провинция, Заир), также известный как Симба (Simba [sɛ̃ba]) — лидер повстанцев из Фронта патриотического сопротивления Итури (FRPI). 17 октября 2007 года привлечён к Международному уголовному суду по шести обвинениям в военных преступлениях и трём обвинениям в преступлениях против человечности. Среди обвинений — убийство, сексуальное рабство, привлечение детей младше 15 лет к активному участию в боевых действиях.
7 марта 2014 года Катанга был признан виновным по пяти делам, в частности в участии в резне в деревне Богоро на территории Демократической Республики Конго в феврале 2003 года. Вместе с тем, суд оправдал Катангу по обвинениям в изнасиловании и сексуальном рабстве, а также по обвинениям в использовании детей в качестве солдат. 23 мая 2014 года Катанга был приговорён к 12 годам заключения.